# Sundski jezik
Sundski jezik (sunda, Priangan; ISO 639-3: sun), jedan od dva sundska jezika malajsko-polinezijske porodice, kojim govore Sundi na otoku Javi u Indoneziji. 
Sundski ima nekoliko dijalekata. Najvažniji je priangan, a ostali su bantenski (banten; u provinciji Banten), bogorski (bogor, krawang;u gradu Bogor) i Cirebonski (cirebon; u gradu Cirebon). Dijalekt priangan govori se u nekoliko distrikata (kabupaten) u provinciji Zapadna Java (West Java, Jawa Barat) koja se na njihovom jeziku zove Jawa Kulon.
Ima 40 000 000 govornika (2016).

## Vanjske poveznice
- Ethnologue (14th)
- Ethnologue (15th)